# Bărtăluș-Răzeși
Bărtăluș-Răzeși – wieś w Rumunii, w okręgu Vaslui, w gminie Puiești. W 2011 roku liczyła 101 mieszkańców.